# Eumerus sarybulunis
Eumerus sarybulunis är en tvåvingeart som beskrevs av Peck 1972. Eumerus sarybulunis ingår i släktet månblomflugor, och familjen blomflugor. Inga underarter finns listade i Catalogue of Life.